# 電子靈
《電子靈》是一部香港科幻靈異恐怖電影，由英皇影業有限公司、天下一電影製作有限公司、香港電影發展基金聯合出品，梁碧芝執導並編劇，李靖筠、楊天宇領銜主演，何珮瑜特別主演，龔慈恩友情演出。

## 故事大綱
陳楚童(李靖筠 飾)是一個典型的低頭族青年，她興趣多多，但都只是點到即止，她其中一個工作是YouTuber，更在韓國生活了兩年，最近才回到香港。回港不久後，楚童便在YouTube看到一條關於「電子靈」的警告，一開始她並不以為意，直至生活裡出現越來越多詭異事件，她才想到找好友林子強(楊天宇 飾)幫忙解決, 本以為只是一單普通靈異事件，殊不知，「電子靈」早已將楚童的家人控制。

## 演員
| 演員   | 角色       |
| 李靖筠 | 陳楚童     |
| 楊天宇 | 林子強     |
| 何珮瑜 | 金智希     |
| 龔慈恩 | 梁鳳蘭     |
| 張達倫 | 梁鳳蘭之夫 |
| 顧定軒 | 陳漢霖     |
| 吳沚默 | 靚仔華之女 |
| 朱鑑然 | 先達小炒王 |

## 歌曲
| 曲序 | 曲目                |        | 作曲              | 编曲     | 演唱     |
| ---- | ------------------- | ------ | ----------------- | -------- | -------- |
| 1.   | 《00000》（主題曲） | - 鍾說 | - 蘇道哲 - 李靖筠 | - 蘇道哲 | - 李靖筠 |

## 榮譽
- 入選「富川國際奇幻電影節」的競賽項目“Bucheon Choice”

- 入選「第55屆西班牙錫切斯奇幻電影節 SITGES PANORAMA FANTÀSTIC OFFICIAL SELECTION 2022」

## 外部連結
- 電子靈的Facebook專頁
- 電子靈的Instagram帳戶
- 英皇電影上《電子靈 （页面存档备份，存于）》的資料（中文）
- 香港影庫上《電子靈》的資料（繁體中文）
- 豆瓣电影上《電子靈》的資料 （简体中文）